# 1960年夏季奥林匹克运动会
第十七屆夏季奧林匹克運動會（英語：the Games of the XVII Olympiad），一般稱為羅馬奧運，于1960年8月25日至9月11日在意大利罗马举行。

## 焦點

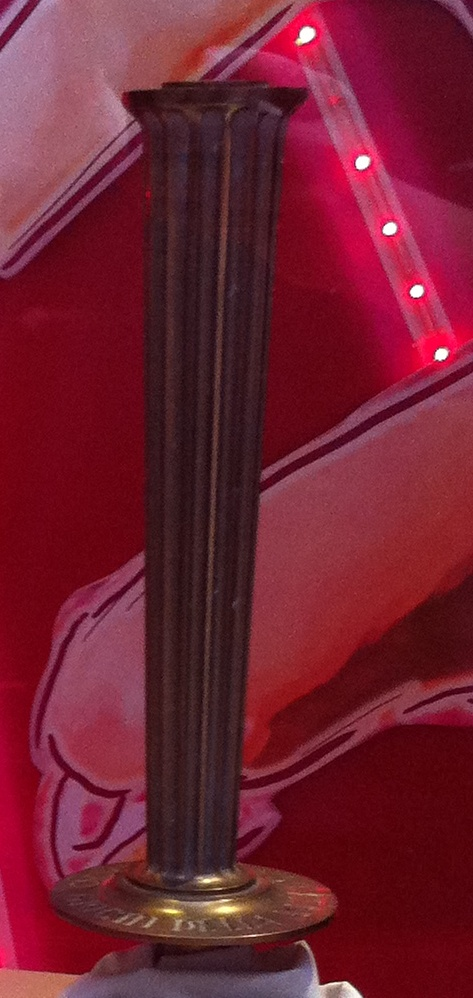
1960年夏季奧運會火炬

- 丹麦自行车选手克努德·埃内马克·詹森（英语：Knud Enemark Jensen）在比赛当中由于兴奋剂的影响，加之比赛当日摄氏34度的炎热天气，导致其身体虚脱并坠车，他在被送往医院后死去。这是继1912年夏季奥运会以来第二名运动员在比赛中身亡。1912年斯德哥尔摩奥运会的马拉松比赛当中，葡萄牙运动员Francisco Lazaro由于身体极度虚弱而死亡。
- 中華民國此屆以「褔爾摩莎（FORMOSA）」的名義參賽，田徑選手楊傳廣在十項全能獲得銀牌，當即震驚世界體壇。這枚獎牌是中華民國獲得的第一枚奧運獎牌，也是本屆奧運會上亞洲運動員獲得的唯一一枚田徑獎牌。主办國義大利國防部長 Andreatti 爲表彰奧林匹克運動會中華民國代表團，見贈中華民國奧林匹克委員會主席鄧傳楷義大利國寳古陶器一具。
- 包括希腊王室成員康斯坦丁王子的希腊风帆代表隊奪得金牌。
- 本屆奧運閉幕後，緊接著便是首屆帕拉林匹克運動會的舉行。
- 本屆首次引入歐米茄公司研發之電子計時系統。

## 比赛项目
| - 田径 - 篮球 - 拳击 - 击剑 - 举重 - 摔跤 - 马术 |  | - 足球 - 体操 - 赛艇 - 射击 - 帆船 - 皮划艇 - 自行车 |  | - 曲棍球 - 现代五项 - 水上项目 - 游泳 - 跳水 - 水球 |

## 参赛国家及地区

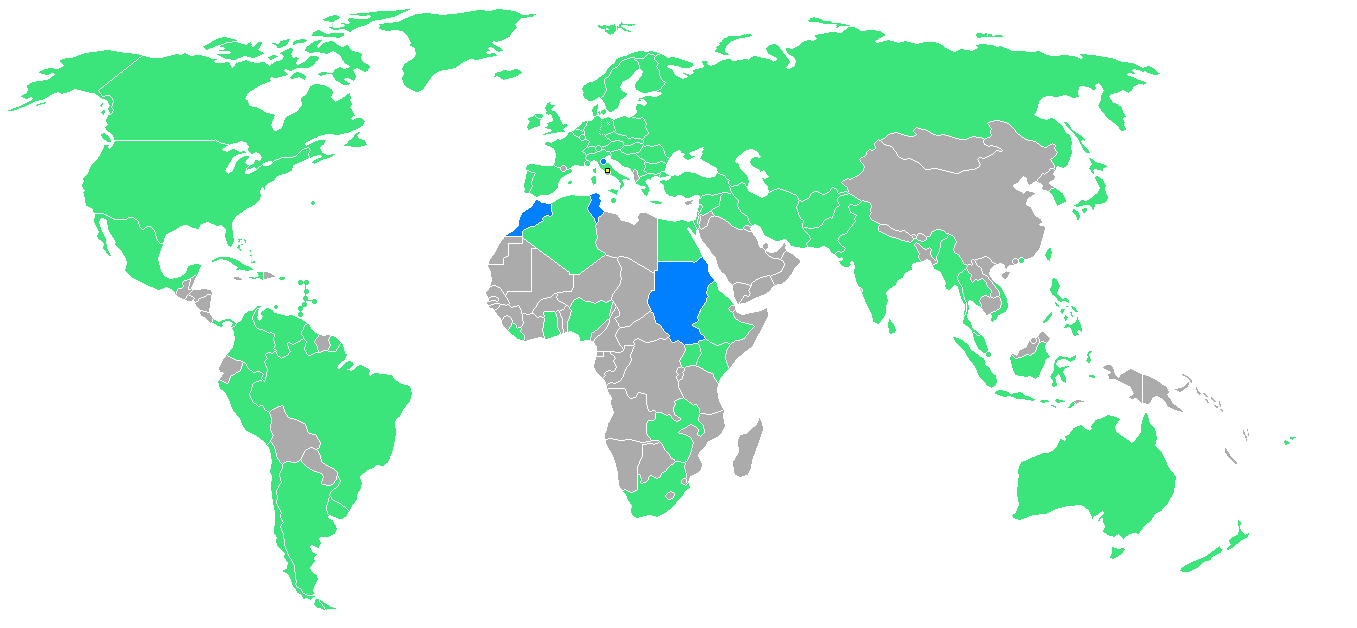
参赛国家及地区分布

共有84个国家和地区参加了1960年的罗马奥运会。其中圣马力诺，摩洛哥，苏丹，突尼斯和苏里南都是首次参加奥运会。
| - 阿富汗 - 阿根廷 - 奥地利 - 巴哈马 - 比利时 - 百慕大 - 巴西 - 圭亚那 - 保加利亚 - 缅甸 - 加拿大 - 锡兰 - 智利 - 福爾摩沙 - 哥伦比亚 - 古巴 - 捷克斯洛伐克 - 丹麦 - 埃塞俄比亚 - 斐济 - 芬兰 - 法国 - 德国 - 英国 - 希腊 | - 海地 - 香港 - 匈牙利 - 冰岛 - 印度 - 印度尼西亚 - 伊朗 - 伊拉克 - 爱尔兰 - 以色列 - 意大利 - 日本 - 韩国 - 黎巴嫩 - 利比里亚 - 列支敦士登 - 卢森堡 - 墨西哥 - 摩纳哥 - 摩洛哥 - 荷兰 - 新西兰 - 尼日利亚 - 挪威 | - 巴基斯坦 - 巴拿马 - 秘鲁 - 菲律宾 - 波兰 - 葡萄牙 - 波多黎各 - 罗得西亚 - 罗马尼亚 - 圣马力诺 - 新加坡 - 南非 - 苏联 - 西班牙 - 苏丹 - 苏里南 - 瑞典 - 瑞士 - 泰国 - 突尼斯 - 土耳其 - 乌干达 - 美国 - 乌拉圭 - 委内瑞拉 - 越南共和國 - 南斯拉夫 |

## 奖牌榜
| 排名 | 国家／地区          | 金牌 | 银牌 | 铜牌 | 總數 |
| ---- | ------------------- | ---- | ---- | ---- | ---- |
| 1    | 苏联（URS）         | 43   | 29   | 31   | 103  |
| 2    | 美国（USA）         | 34   | 21   | 16   | 71   |
| 3    | 意大利（ITA）       | 13   | 10   | 13   | 36   |
| 4    | 德国（GER）         | 12   | 19   | 11   | 42   |
| 5    | （AUS）             | 8    | 8    | 6    | 22   |
| 6    | 土耳其（TUR）       | 7    | 2    | 0    | 9    |
| 7    | 匈牙利（HUN）       | 6    | 8    | 7    | 21   |
| 8    | 日本（JPN）         | 4    | 7    | 7    | 18   |
| 9    | 波兰（POL）         | 4    | 6    | 11   | 21   |
| 10   | 捷克斯洛伐克（TCH） | 3    | 2    | 3    | 8    |

## 外部連結
- 國際奧委會關於羅馬奧運會的資料（页面存档备份，存于）
- 中國奧委會有關第十七屆奧運會的資料
- Taiwan’s bitter Olympic history（页面存档备份，存于）
- 1960年第十七屆羅馬奧運 Rome (義大利 羅馬)：首位奧運奪牌台灣人 亞洲鐵人楊傳廣（页面存档备份，存于）
- Chinese Taipei at the Olympics@Wiki（页面存档备份，存于）

| 前任者： 墨尔本 | 夏季奧林匹克運動會 第17届： 罗马奥运会 1960年 | 繼任者： 东京 |